# Tuomas Ketola
Tuomas Ketola, né le 21 février 1975 à Turku, est un joueur de tennis finlandais, professionnel de 1994 à 2005.

## Carrière
Meilleur joueur finlandais des années 1990, il a beaucoup joué pour l'équipe de Finlande de Coupe Davis, dont il détient plusieurs records (notamment de longévité) et avec laquelle il a atteint deux fois les barrages d'accession au Groupe mondial (en 1999 et 2002), ce qui constitue alors la meilleure performance finlandaise dans cette compétition. Ketola est resté membre de l'équipe jusqu'en 2007. Son investissement a été récompensé par un Davis Cup Commitment Award.
Il a atteint une finale ATP en double à Hong Kong en 1998. En simple, il a atteint quatre huitièmes de finale et un quart de finale à Chennai en 2000.
Il a participé à cinq reprises à un tableau final d'un tournoi du Grand Chelem en simple : deux fois à Wimbledon et trois fois à l'US Open, où il a gagné son unique match en 2004 face à Jeff Morrison.
Sur le circuit Challenger, il a gagné 5 titres en simple (Eilat en 1997, Lucknow en 1999, Calcutta en 2000, Ferghana en 2003 et Prague en 2005) et 11 titres en double.
Il a joué son dernier tournoi en simple au Challenger de Tampere en juillet 2006, et en double au même endroit en 2007. Il avait mis un terme à sa carrière après le tournoi de Wimbledon en 2005, se contentant de représenter la Finlande en Coupe Davis et dans les tournois locaux.

## Palmarès

### Finale en double messieurs
| No | Date       | Nom et lieu du tournoi | Catégorie   | Dotation  | Surface    | Vainqueurs               | Partenaire     | Score    |  |
| -- | ---------- | ---------------------- | ----------- | --------- | ---------- | ------------------------ | -------------- | -------- |  |
| 1  | 06-04-1998 | Salem Open Hong Kong   | Int' Series | 315 000 $ | Dur (ext.) | Byron Black Alex O'Brien | Neville Godwin | 7-5, 6-1 |  |

## Parcours dans les tournois duGrand Chelem

### En simple
| Année | Open d'Australie | Open d'Australie | Internationaux de France | Internationaux de France | Wimbledon       | Wimbledon    | US Open         | US Open    |
| ----- | ---------------- | ---------------- | ------------------------ | ------------------------ | --------------- | ------------ | --------------- | ---------- |
| 1997  | —                | —                | 1er tour (1/64)          | K. Carlsen               | —               | —            | —               | —          |
| 1998  | —                | —                | —                        | —                        | 1er tour (1/64) | D. Nainkin   | —               | —          |
| 2002  | —                | —                | —                        | —                        | —               | —            | 1er tour (1/64) | T. Henman  |
| 2004  | —                | —                | —                        | —                        | —               | —            | 2e tour (1/32)  | T. Berdych |
| 2005  | —                | —                | —                        | —                        | 1er tour (1/64) | A. Calatrava | —               | —          |

N.B. : à droite du résultat se trouve le nom de l'ultime adversaire.

### En double
| Année | Open d'Australie           | Open d'Australie   | Internationaux de France | Internationaux de France | Wimbledon                  | Wimbledon            | US Open                   | US Open                    |
| ----- | -------------------------- | ------------------ | ------------------------ | ------------------------ | -------------------------- | -------------------- | ------------------------- | -------------------------- |
| 1998  | —                          | —                  | 2e tour (1/16) N. Godwin | M. Bhupathi L. Paes      | 2e tour (1/16) N. Godwin   | C. Haggard P. Rosner | 1er tour (1/32) N. Godwin | T. Woodbridge M. Woodforde |
| 2002  | 1er tour (1/32) S. Galvani | D. Bowen A. Fisher | —                        | —                        | —                          | —                    | —                         | —                          |
| 2004  | —                          | —                  | —                        | —                        | 1er tour (1/32) K. Carlsen | F. López F. Verdasco | —                         | —                          |
| 2005  | —                          | —                  | —                        | —                        | 2e tour (1/16) F. Niemeyer | F. Čermák L. Friedl  | —                         | —                          |

N.B. : le nom du ou de la partenaire se trouve sous le résultat ; le nom des ultimes adversaires se trouve à droite.

## Parcours dans lesMasters 1000
| Année | Indian Wells | Miami             | Monte-Carlo | Rome | Hambourg        | Canada            | Cincinnati | Stuttgart | Paris |
| ----- | ------------ | ----------------- | ----------- | ---- | --------------- | ----------------- | ---------- | --------- | ----- |
| 1998  | —            | —                 | —           | —    | —               | 1er tour G. Raoux | —          | —         | —     |
| 1999  | —            | —                 | —           | —    | 2e tour T. Haas | —                 | —          | —         | —     |
| 2000  | —            | 1er tour G. Bastl | —           | —    | —               | —                 | —          | —         | —     |

N.B. : sous le résultat se trouve le nom de l’ultime adversaire.